# Sidi Barrani
Sīdī Barrānī är en ort i Egypten.   Den ligger i guvernementet Mersa Matruh, i den nordvästra delen av landet, 500 km väster om huvudstaden Kairo. Sīdī Barrānī ligger 25 meter över havet och antalet invånare är 14 393.
Terrängen runt Sīdī Barrānī är platt. Havet är nära Sīdī Barrānī norrut. Runt Sīdī Barrānī är det mycket glesbefolkat, med 4 invånare per kvadratkilometer. Det finns inga andra samhällen i närheten. Trakten runt Sīdī Barrānī är ofruktbar med lite eller ingen växtlighet.